# 陶淑女中

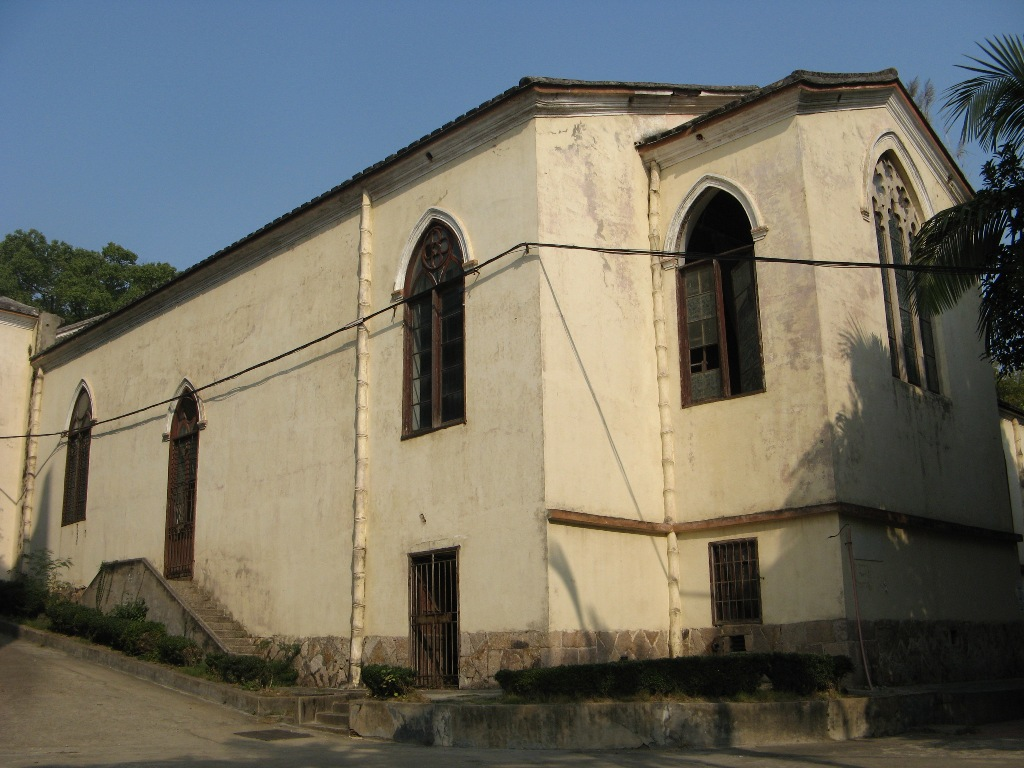
陶淑女中内的聖保羅堂

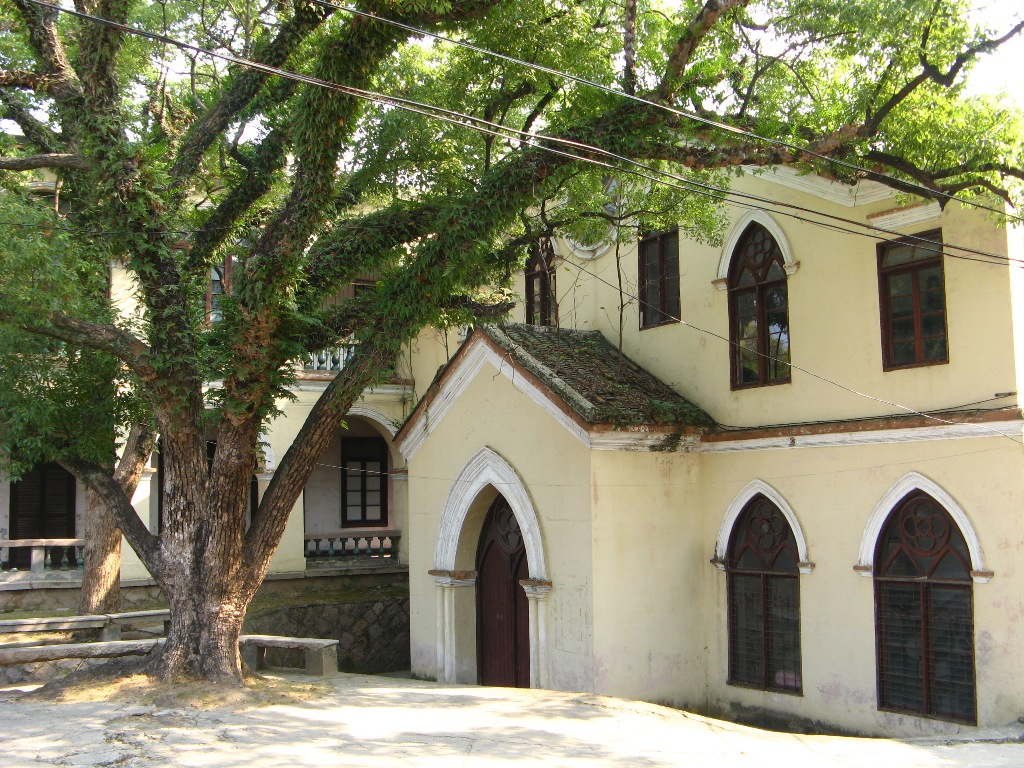
陶淑女中内的聖保羅堂

陶淑女中（平话字：Dò̤-sé̤ṳk Nṳ̄-dṳ̆ng）又称陶淑女校，是1890年英国圣公会在中国福州创办的一所女子中学。陶淑女校在创办后较长的一段时间里学制为9年，无中小学之分。

## 历史
1850年，英国圣公会华南教区（主教驻香港）由于在广东省传教遇到挫折，转往福建省开展。
1864年（同治三年），英国圣公会（又名安立甘会或安息间会）在福州城内的乌山创办了“安息间会女学堂”。
1878年（光绪四年），由于福州的儒生强烈反对传教士进城（乌石山教案），圣公会将传教基地转移到闽江南岸的仓山，女学堂也在1878年移设仓山东窑街，租用原中国电报局旧址作校舍，因此俗称为“旧电线书斋”。
1903年，女学堂迁至仓山岭后路11号，改称陶淑女中，有初、高中部，并附设小学。陶淑女中的校舍现为福建师范大学音乐系的老教学楼。
1914年，陶淑女子学校增设初中班，学制2年，后增办三、四年级，正式办成初级中学。
1883年，香港远东女子教育促进会派平师姑主理校政；1889年又派史密斯夫人朗彼息接任。购买岭后鳌头凤岭地块建新校舍。1900年迁入新址后，把小学扩展为初、高中，改称“陶淑女中”。
1927年办理立案，由中国人黄求恩任校长。
1941年日军占领福州，陶淑女中先迁至古田县，再迁崇安县，和三一中学合并为三一陶淑联合中学。
1940年至1942年，曾与三一中学联合办学两年后又分开，由郑珍珠接替薛平西任校长。
陶淑女中早期招收的学生大都出身贫寒，不仅免收学费，还供给膳食。洋师姑（英国女传教士）对学生的管束相当严格，学生要轮流劳动，每天打扫三次，检查三次。学校开设的课程中，重视宗教内容。特别之处是要学习由外国传教士发明的用罗马字母拼写的福州话文字（平话字）。陶淑女中早期的学生大都出身贫寒，衣裳破旧，为了集体活动时不致“有碍观瞻”，故“安息间会”给学生统一制作校服（布料是某英国商行的教徒赠送的），上身为月白色衣衫，下身为桃红色裤子，每逢集队出校甚为显眼。当时有一首民谣：“安息间，毛兀邦（意为没有什么东西可以炫耀）；红红裤，月白衫”。1949年前和私立文山女中、华南女大附中誉称教会女校“三鼎甲”。
1951年，陶淑女中和位于仓山区的另外2所教会学校——鹤龄英华中学和华南女大附中合并成立福州第二中学，1973年改名福建师范大学附属中学。1954年，二中放弃原有质量较好的几处校舍，迁至寻珍女中旧址。陶淑女中的旧校舍，今为福建师范大学艺术系使用。